# バージニア半島

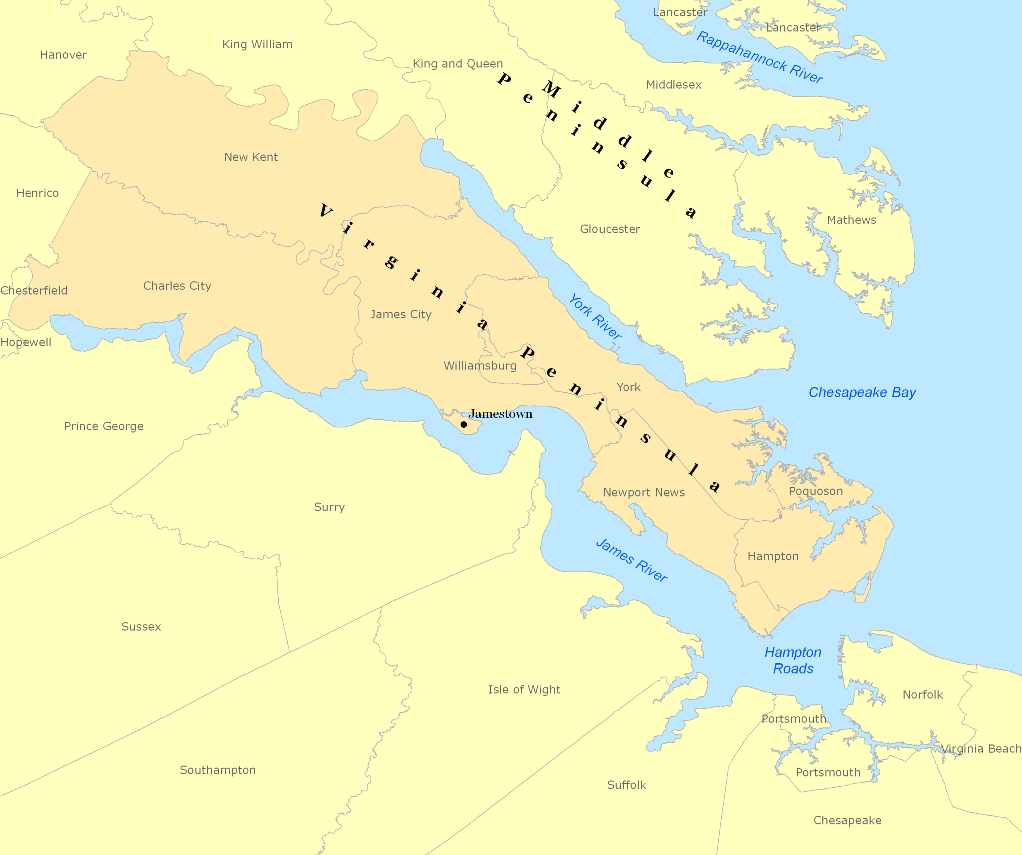
バージニア半島（橙色）

バージニア半島（バージニア州地図）

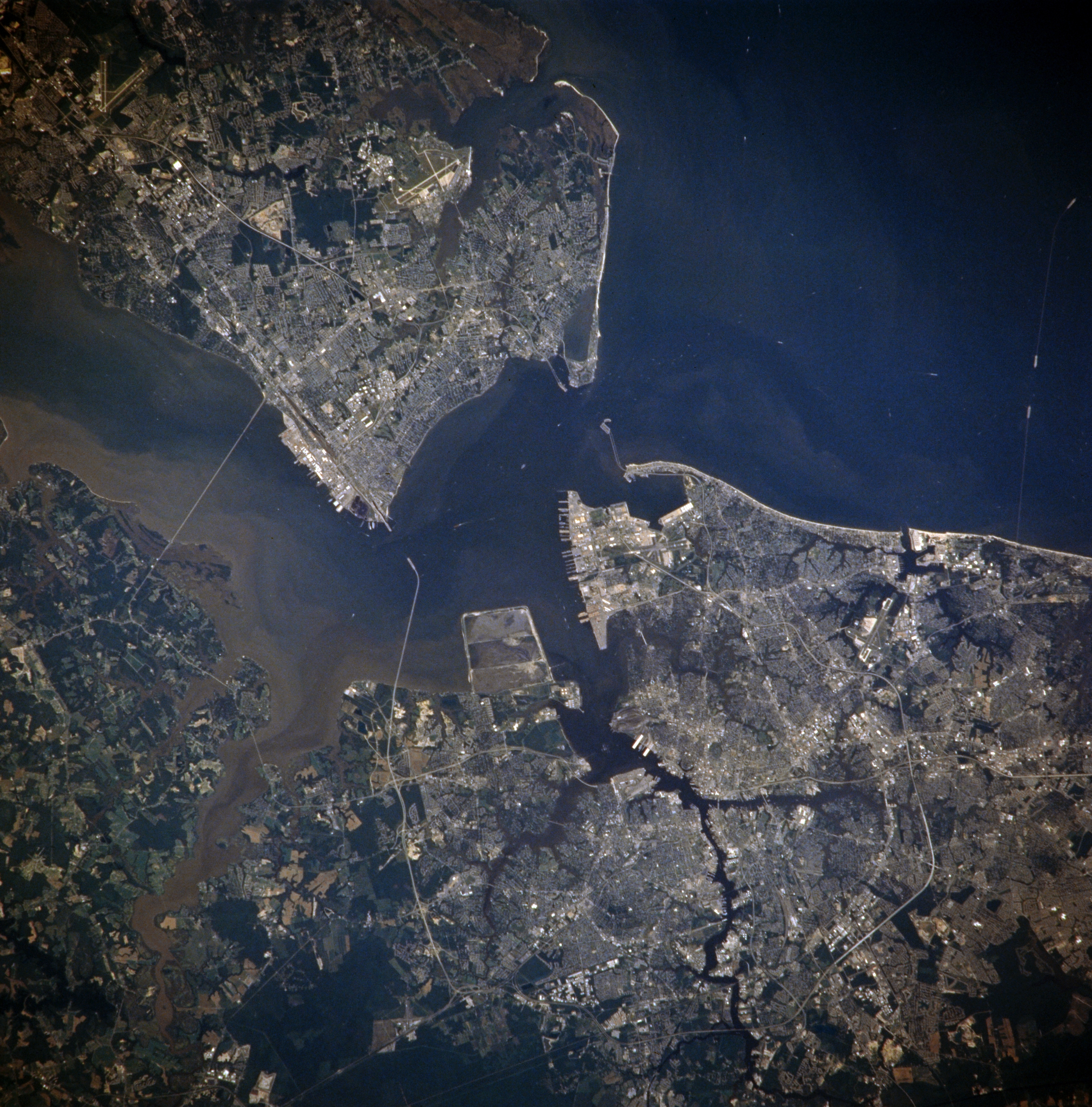
ハンプトン・ローズの衛星写真（1996年撮影）。上方がバージニア半島南部である。

バージニア半島（ばーじにあはんとう、英: Virginia Peninsula）は、アメリカ合衆国バージニア州南東部にある半島であり、ヨーク川、ジェームズ川、ハンプトン・ローズおよびチェサピーク湾に囲まれている。
ハンプトン・ローズとは同じ名前の水域を取り囲む陸地の大都市圏のことでもある。ハンプトン・ローズの陸地は昔から2つの地域に分かれており、北はバージニア半島あるいは単に半島、南はサウス・ハンプトン・ローズと呼ばれている（地元では、サウス・ハンプトン・ローズが単に「南側」と呼ばれるが、バージニア州内陸南中部の別地域であるバージニア州南側と混同してはならない。極最近、この大都市圏にはバージニア半島のヨーク川を挟んで対岸のミドル半島南端の郡2つを含むように拡張された。
地理的に北西の領域はチャールズシティ郡とニューケント郡が、ある基準ではバージニア半島の一部となっている。しかし、現代ではこれら2郡がリッチモンド・ピーターズバーグ地域の一部と考えられるのが普通である。バージニア半島の残り地域は全てバージニアビーチ-ノーフォーク-ニューポートニューズ都市圏に入り、総人口は約160万人である。ハンプトン・ローズ都市圏はアメリカ合衆国南東部では4番目に大きな都市圏であり、ワシントンD.C.とジョージア州アトランタの間では最大である。

## 歴史
バージニア半島は植民地時代のアメリカ史に富んでいる。北アメリカでイギリスが最初に恒久的な開拓地を造ったのが1607年のジェームズタウンだった。最初に連続的に居住した開拓地はエリザベスシティ郡のキコータン、現在のハンプトン市だった。近くのモンロー砦は現在も使われているものでは合衆国でも最古の軍事基地であり、オールド・ポイント・コンフォートに位置する。イギリスからの独立宣言後、バージニアの最初の首都になったのはウィリアムズバーグだった。また、アメリカ独立戦争の勝利を決定付けた1781年のヨークタウンの戦いはバージニア半島で行われた。

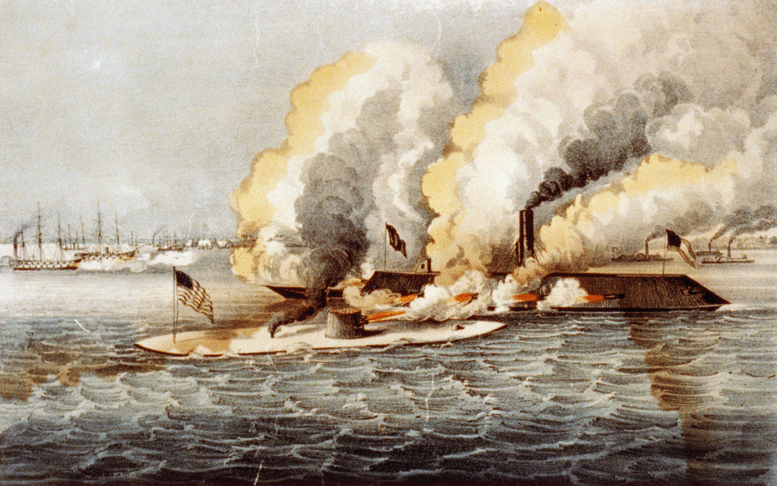
ハンプトン・ローズ海戦、by Currier and Ives

南北戦争（1861年-1865年）のとき、北軍は1862年の半島方面作戦の一部としてバージニア半島を侵略し、アメリカ連合国の首都リッチモンドを奪おうとしたが、その開始地点となったモンロー砦は1861年にバージニア州がアメリカ合衆国から脱退したあとも北軍の支配下であり続けた。半島方面作戦の発端は史上初の鉄装甲艦同士の海戦となったハンプトン・ローズ海戦であり、ウォーウィック郡の東端、ジェームズ川河口近くで起こった。1862年のヨークタウンの包囲戦はヨーク川沿いで起こった。最終的に長引いた睨み合いの後で、ジョージ・マクレラン将軍が指揮するこの戦争でも最大の北軍が撤退する南軍を追って、ウィリアムズバーグの防御線を抜け、西の文字通り「リッチモンドの玄関口」まで迫った。ここでチカホミニー川の湿地の多い上流地域が自然の要害となり、その対岸に陣取った南軍がアメリカ連合国の首都を守り通し、実質的に南北戦争をさらに厳しい3年間長引かせることになった。
レコンストラクションの間にこの地域とバージニア州が再建を進めると、コリス・P・ハンティントンの指導下でチェサピーク・アンド・オハイオ鉄道が1871年までにリッチモンドからオハイオ川まで完成した。これはバージニア州人にとって長い間の夢であり、後にはバージニア州とウェストバージニア州が出資者となって、新しい鉄道は西部に製品を積み出す経路を開くと同時に、産業革命に資することになる西部の豊富な無煙炭を積み出す経済的な手段を提供した。しかし、ハンプトン・ローズからリッチモンドの瀑布線まで航行可能なジェームズ川の潮汐地域は石炭船を動かすだけの水深が無かった。
この半島には長い間、1830年代から新しく開発された技術である鉄道が無いままだった。1881年、チェサピーク・アンド・オハイオ鉄道の半島延長線がリッチモンドからウィリアムズバーグを抜けてニューポートニューズ・ポイントまで建設された。ここではコリス・P・ハンティントン、その共同出資者およびそのオールド・ドミニオン・ランド会社がこの地域のハンティントンのビジョンを発展させた。わずか15年の間に、ウォーウィック郡の田舎の農業社会が1896年までに新しくニューポートニューズ独立市に変わり、新しい石炭桟橋が世界でも最大の造船所、ニューポートニューズ・シップビルディング・アンド・ドライドック会社となるものに船を連れてきた。ホテル、家屋、学校および企業がそこやウォーウィック、ヨークおよびジェームズシティ各郡で新しい鉄道沿線の多くの地点に現れた。オイスターポイントは船員のための乗船場となり、リーホールの新しい町が出現し、ヨークタウンや後にはアメリカ陸軍のユースティス砦となった新しい軍事基地に近いために重要な地点となった。エリザベスシティ郡では、ニューポートニューズからオールド・ポイント・コンフォートまで鉄道が延伸され、リゾートホテルやバックロー・ビーチが開発された。そこでは新しい町が設立された。フィーバスは初期の指導的市民、ハリソン・フィーバスに因んで名付けられた。ジェームズシティ郡では、地域の市場向け野菜の主要積み出し点となり、チェサピーク・アンド・オハイオ鉄道土地管理部門が計画した全体開発でアメリカ合衆国中西部の寒い地域からスカンディナヴィア半島出身の農夫を引き付け、20世紀に変わった直ぐ後にノージの町ができた。
20世紀前半、特に2つの大戦時に、大規模な軍事施設が政府保留地に造られ、今日ではラングレー空軍基地、ユースティス砦、ヨークタウン海軍武器庫およびキャンプ・ピアリーとなっている。これらの過程で、マルベリー全島やラッキー、ハルステッズポイント、ペニマン、ビグラーズミルおよびマグルーダーといった町が忘れられた町となって消滅した。しかし、移住を強制されたバージニア人の多くはバージニア半島のジェームズシティ郡のグローブなど近隣への転居を選んだ。
アメリカ独立戦争中の安全確保のために、バージニアの首都が1780年にリッチモンドに遷され、ウィリアムズバーグは寂れていった。20世紀初期までにそこは、ウィリアム・アンド・メアリー大学とアメリカでも最初の精神病院の後身である東部州立病院で知られるだけの「眠るような小集落」と表現され、植民地時代の記憶が薄れ、建物も朽ちていった。これを劇的に変えたのが1926年のことだった。これまでにも無かったような大規模な歴史の修復計画の一つとして、植民地ウィリアムズバーグの修復と再創造が、牧師のW・A・R・グッドウィン博士とロックフェラー家の家父長ジョン・ロックフェラー2世、さらにはその妻であり愛国者とアメリカ合衆国の歴史を祝福することを望んだアビー・アルドリッチ・ロックフェラーの積極的参加によって支持された。ロックフェラーは。植民地首都の修復、アメリカ合衆国国立公園局によるコロニアル・パークウェイの建設、ジェームズタウンやヨークタウンの幾つかの活性化、および1970年代に始まったブッシュガーデンズ・ヨーロッパのような幾つかのテーマパーク開発、これらが全て植民地バージニアの歴史的三角形地区の形成に寄与し、20世紀の終わりには世界でも最大級に観光客に人気のある目的地になった。

## 地方政府
植民地時代およびアメリカ合衆国となってからの150年間、バージニア州の大半と同様にバージニア半島では地方政府が常に変遷しつづけた。これには人口が増加するに連れて郡が分けられ、町が新設されたことが大きな原因だった。幾つかの町は市になった。1871年にバージニア州憲法が改正され、バージニア州の現存および将来の市は、それまで含まれていた郡とは独立した市になることとなった。
しかし、20世紀後半、サウス・ハンプトン・ローズやバージニア半島では市・郡・町を合わせた自治体という前例の無い形が出現した。バージニア州の他の地域では田舎でも人口密度の高い地域でも、これら2つの地域のようなやり方で合併した例は無い。この変化によって、ある例では合併後30年以上経ってもバージニア州で最大の面積と農業用地を抱える都市が存在している。

### 現在の市、郡、町
バージニア半島区域には4つの独立市と2つの郡がある。現在自治体としての町は無い。地域社会の拡大と地方政府の合併とによって、現在では存在しなくなった多くの政治的区画がある。

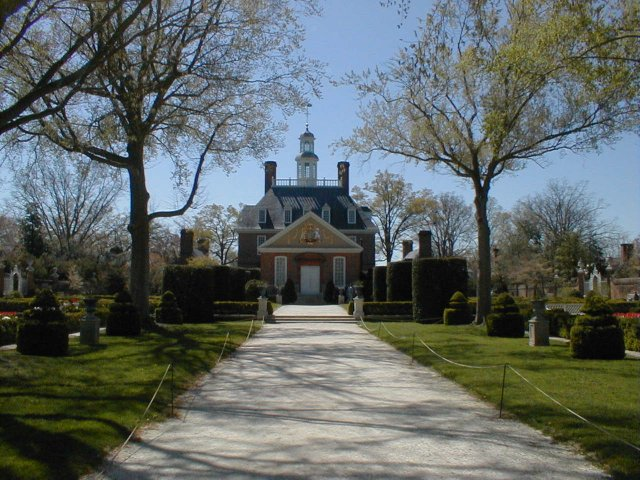
コロニアル・ウィリアムズバーグにある総督公邸の庭園側

### 独立市
- ハンプトン
- ニューポートニューズ
- ポコソン
- ウィリアムズバーグ

### 郡
- ジェームズシティ郡
- ヨーク郡

### 廃止された政治区画
多くの地方自治体（正式に執行された）が法的に廃止されたが、ジェームズタウンのような顕著な例外はあるものの、その多くは住民が放棄したのではない。市に昇格して同じ名前を使っている町は除き、バージニア半島では4つのシャー、2つの郡、4つの町、および1つの市がもはや少なくとも初期の名前では存在しなくなった。
以下は存在しなくなったシャー、郡、町および市とその存在時期のリストである。
- ジェームズタウン、1607年設立、1699年以降町としては放棄
- キコータン、1610年設立、ハンプトン市に併合
- ミドル・プランテーション、1632年設立、1699年以降ウィリアムズバーグ市
- エリザベスリバー・シャー、1634年-1643年
- ウォーウィックリバー・シャー、1634年-1643年
- チャールズリバー・シャー、1634年-1643年
- ジェームズシティ・シャー、1634年-1643年
- エリザベスシティ郡、1643年-1952年
- ウォーウィック郡、別名ウォーウィックリバー郡、1643年-1952年
- フィーバス町、1900年-1952年、初期にはミルウッド、ローズランド・ファームズ、チェサピークシティという未編入の町、ハンプトン市に編入
- ウォーウィック市、1952年-1958年、ニューポートニューズ市に編入

### 主要な橋、ブリッジ・トンネル、渡船

左の赤い線がジェームズ川橋、中央の青い線がモニター・メリマック記念ブリッジ・トンネル、右の青い線がハンプトン・ローズ・ブリッジ・トンネル

バージニア半島は全体が水域で取り囲まれ他の地域とは2つのブリッジ・トンネル、3つの大型跳ね橋、および州が運営する渡船で結ばれている。
- ハンプトン・ローズ・ブリッジ・トンネル
- モニター・メリマック記念ブリッジ・トンネル
- ジェームズ川橋
- ジョージ・P・コールマン記念橋
- ジェームズタウン・フェリー

### 州間高速道路
- 州間高速道路64号線
- 州間高速道路554号線
- ハンプトン・ローズ・ベルトウェイ

### アメリカ国道および州道
- アメリカ国道17号線
- アメリカ国道60号線
- アメリカ国道258号線
- バージニア州道5号線
- バージニア州道31号線
- バージニア州道32号線
- バージニア州道134号線
- バージニア州道143号線
- バージニア州道199号線（ヒュメルサイン・パークウェイ）

### 景観低速有料道路
- コロニアル・パークウェイ

## アメリカ軍施設

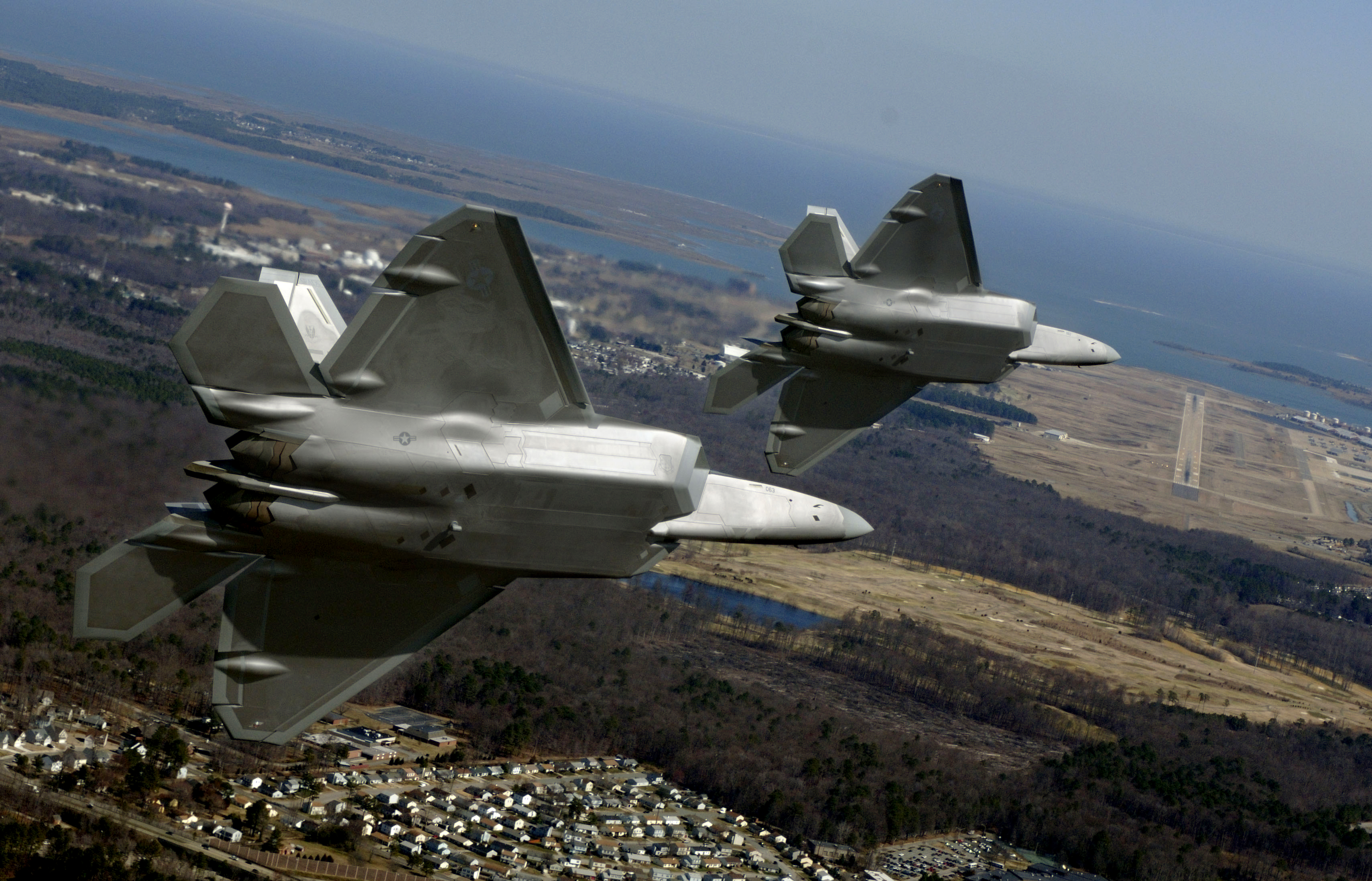
ラングレー空軍基地に向かう2機のF-22 (航空機)

バージニア半島には幾つかの軍事基地がある。 

### ハンプトン市
モンロー砦とラングレー空軍基地はハンプトンにある。現在は使われていないウール砦はモンロー砦からはハンプトン・ローズ入り口を挟んで対岸のリップ・ラップスという人工島にあり、ハンプトン市内である。

### ニューポートニューズ市
アメリカ陸軍輸送科の本部ユースティス砦がニューポートニューズにある。大きな軍事契約企業であるノースロップ・グラマン・ニューポート・ニューズもニューポートニューズにある。

### ヨーク郡
ヨーク郡にはアメリカ海軍ヨークタウン海軍武器庫があり、近くのチーザム別館には資材庫がある。キャンプ・ピアリーもヨーク郡にある。

### ジェームズシティ郡
ユースティス砦、アメリカ海軍ヨークタウン海軍武器庫、チーザム別館およびキャンプ・ピアリーはジェームズシティ郡内にも伸びているが、管轄は他の自治体にある。